# Stora Tjärnevatten
Stora Tjärnevatten är en sjö i Lilla Edets kommun i Bohuslän och ingår i Göta älvs huvudavrinningsområde.